# Sylheti
Cette page contient des caractères spéciaux ou non latins. S’ils s’affichent mal (▯, ?, etc.), consultez la page d’aide Unicode.
 (mai 2023).
 (mai 2023).
Si vous disposez d'ouvrages ou d'articles de référence ou si vous connaissez des sites web de qualité traitant du thème abordé ici, merci de compléter l'article en donnant les références utiles à sa vérifiabilité et en les liant à la section « Notes et références ».
Le sylheti (ꠍꠤꠟꠐꠤ - [silɔʈi]) ou syloti, est une langue indo-européenne de la branche indo-aryenne parlée principalement dans la division de Sylhet au Bangladesh et dans la vallée de la Barak d'Assam en Inde. Il existe également un nombre important de locuteurs de la langue sylhetie dans les États indiens de Tripura, Meghalaya, Manipur et Nagaland, ainsi qu'au Royaume-Uni, États-Unis et Moyen-Orient, en Europe et en France.

## Phonologie

### Voyelles
|            | postérieure | centrale | antérieure |
| ---------- | ----------- | -------- | ---------- |
| fermée     | i ꠁ         |          | u ꠃ        |
| mi-fermée  | e ꠄ         |          |            |
| mi-ouverte |             |          | ɔ ꠅ        |
| ouverte    |             | a ꠀ      |            |

### Consonnes
|                       |                  | labiale | dentale/ alvéolaire | rétroflexe | palato-alvéolaire | vélaire | glottale |
| --------------------- | ---------------- | ------- | ------------------- | ---------- | ----------------- | ------- | -------- |
| occlusive nasale      | occlusive nasale | m ꠝ     | n ꠘ                 |            |                   | ŋ ꠋ      |          |
| occlusive / affriquée | sourde           |         | t̪ ꠔ/ꠕ               | ʈ ꠐ/ꠑ      |                   |         |          |
| occlusive / affriquée | voisée           | b ꠛ/ꠜ   | d̪ ꠖ/ꠗ               | ɖ ꠒ/ꠓ      |                   | ɡ ꠉ/ꠊ   |          |
| fricative             | sourde           | ɸ~f ꠙ/ꠚ | s ꠌ/ꠍ               |            | ʃ ꠡ               | x ꠇ/ꠈ   |          |
| fricative             | voisée           |         | z ꠎ/ꠏ               |            |                   |         | ɦ ꠢ      |
| battue                | battue           |         | ɾ ꠞ                 |            |                   |         |          |
| spirante              | spirante         |         | l ꠟ                 |            |                   |         |          |

### Ton
| Numéro | Mot | IPA  | Ton  | Sens                  | Mot | IPA  | Ton | Sens      | Mot | IPA  | Ton    | Sens       |
| ------ | --- | ---- | ---- | --------------------- | --- | ---- | --- | --------- | --- | ---- | ------ | ---------- |
| 1      | ꠙꠣꠑꠣ  | ɸáʈá | Haut | 'chèvre'              | ꠚꠣꠐꠣ  | ɸàʈà | Bas | 'déchiré' | ꠙꠣꠐꠣ  | ɸāʈā | Milieu | 'meule'    |
| 2      | ꠇꠥꠑꠣ  | kúʈá | Haut | 'pièce (ex: chambre)' | ꠈꠥꠐꠣ  | kùʈà | Bas | 'railler' | ꠇꠥꠐꠣ  | kūʈā | Milieu | 'bâton'    |
| 3      | ꠙꠣꠈꠣ  | ɸáxá | Haut | 'éventail'            | ꠚꠣꠇꠣ  | ɸàxà | Bas | 'vide'    | ꠙꠣꠇꠣ  | ɸāxā | Milieu | 'mûr/mûre' |

## Vocabulaire
Mots syloti affichés dans une exposition à Londres pour la sensibilisation aux langues.
| 1 | Maison (ꠛꠣꠠꠤ, baɾi)      |
| 2 | Propriété (ꠎꠦꠉꠣ, zega)   |
| 3 | Chasse (ꠡꠤꠇꠣꠞ, ʃikaɾ)    |
| 4 | Londres (ꠟꠘ꠆ꠒꠘ, lɔndɔn) |
| 5 | Terrain (ꠎꠝꠤꠘ, zɔmin)   |
| 6 | Quoi (ꠇꠤ, ki)           |
| 7 | Sylot (ꠍꠤꠟꠐ, silɔʈ)     |

| 8  | Œil (ꠌꠃꠇ, sɔuk)             |
| 9  | Nom (ꠘꠣꠝ, nam)               |
| 10 | Invitée/Invité (ꠇꠥꠐꠥꠝ, kuʈum) |
| 11 | Nouvelles (ꠈꠛꠞ, xɔbɔɾ)      |
| 12 | Lis (ꠚꠞꠣ, fɔɾa)              |
| 13 | Village (ꠉꠣꠃ, gau)           |

| 1 | Maison (ꠛꠣꠠꠤ, baɾi)      |
| 2 | Propriété (ꠎꠦꠉꠣ, zega)   |
| 3 | Chasse (ꠡꠤꠇꠣꠞ, ʃikaɾ)    |
| 4 | Londres (ꠟꠘ꠆ꠒꠘ, lɔndɔn) |
| 5 | Terrain (ꠎꠝꠤꠘ, zɔmin)   |
| 6 | Quoi (ꠇꠤ, ki)           |
| 7 | Sylot (ꠍꠤꠟꠐ, silɔʈ)     |

| 8  | Œil (ꠌꠃꠇ, sɔuk)             |
| 9  | Nom (ꠘꠣꠝ, nam)               |
| 10 | Invitée/Invité (ꠇꠥꠐꠥꠝ, kuʈum) |
| 11 | Nouvelles (ꠈꠛꠞ, xɔbɔɾ)      |
| 12 | Lis (ꠚꠞꠣ, fɔɾa)              |
| 13 | Village (ꠉꠣꠃ, gau)           |

## Grammaire
|           | Animé                                   | Animé                          | Inanimé                                      | Inanimé                                         |
| Singulier | Pluriel                                 | Singulier                      | Pluriel                                      |                                                 |
| --------- | --------------------------------------- | ------------------------------ | -------------------------------------------- | ----------------------------------------------- |
| Nominatif | satrô-gu/ satrô-ţa (l'étudiant)         | satrô-hôxôl (l'étudiant)       | zuta-gu/ zuta-ţa (la chaussure)              | zuta-guin/ zuta-ţin/ zuta-zuŗa (les chaussures) |
| Objectif  | satrô-gu-re/ satrô-ţa-re (à l'étudiant) | satrô-hôxl-ôre (à l'étudiants) | zuta-gu-re/ zuta-ţa-re (à la chaussure)      | zuta-guint-ôre/ zuta-ţint-ôre (à la chaussures) |
| Génitif   | satrô-gu-r/ satrô-ţa-r (les étudiants)  | satrô-hôxl-ôr\|(les étudiants) | zuta-gu-r/ zuta-ţa-r (les chaussures)        | zuta-guint-ôr (les chaussures)                  |
| Locatif   | –                                       | –                              | zuta-gu-t/ zuta-ţa-t (sur/dans la chaussure) | zuta-guint-ô (sur/dans les chaussures)          |

### Verbes
| Français   | Syloti                     | Français              | Syloti           | Français        | Syloti                            |
| ---------- | -------------------------- | --------------------- | ---------------- | --------------- | --------------------------------- |
| interroger | zika-, ziga-               | dire                  | xo-, mat-        | coup de couteau | gawani-                           |
| morsure    | xamṛa-, xamor mar-         | se gratter            | xawza-           | sucer           | leoa-                             |
| souffler   | fu de-                     | voir                  | dex-             | gonfler         | fula-, bola-, bair-               |
| respirer   | dom lo-                    | coudre                | śila-            | baignade        | hatra-                            |
| apporter   | an-                        | chanter               | gan ɡa-          | pense           | bab-, sinta xor-                  |
| boîte      | far-                       | asseoir               | bo-              | jeter           | iṭa mar-                          |
| attraper   | dór-                       | dormir                | hut-, ɡúma-      | cravate         | band-                             |
| viens      | a-                         | sentir                | huṅ(ɡ)-          | marche          | aṭ-                               |
| compter    | gon-, hiśab xor-           | cracher               | tu fal-          | vouloir         | laɡ-, sa-                         |
| cri        | xand-                      | diviser               | bang-            | essuyer         | fus-, mus-                        |
| couper     | xaṭ-                       | fais                  | xor-             | jouer           | xél-                              |
| tirer      | ṭan-                       | mourir                | mor-             | cordialement    | sa-                               |
| ouvert     | kúl-                       | pousser               | ṭel-, dekka-,    | lis             | foṛ-                              |
| creuser    | xor-, xus-                 | allonger dans son lit | hut- śit o-      | direct/e        | zita tax-, basi tax-              |
| boisson    | xa-                        | laugh                 | aś-              | apprendre       | hik-                              |
| manger     | xa-                        | tuer                  | mar-, mari fala- | connaître       | zan-                              |
| tomber     | foṛ-                       | écouter               | hun-             | succès          | dosa-, mar-, fit-, garila-, kila- |
| craindre   | ḍor-                       | aller                 | za-, ɡo-, ɡe-    | se produire     | ó-                                |
| lutte      | mara-mari xor-, zogra xor- | volant                | uṛ-              | donner          | de-, di-                          |
| flotteur   | bo-, baoa-                 | cours                 | douṛ-            | couler          | bo-, boiar-                       |
| Français   | Syloti                     | Français              | Syloti           | Français        | Syloti                            |

## Comparaison

### Langues indo-aryennes

#### Voyelles indo-aryennes
|    | Voyelles                                  | Langues                                                                    |
| -- | ----------------------------------------- | -------------------------------------------------------------------------- |
| 16 | /iː i eː e ɨː ɨ əː ə aː a ɔː ɔ oː o uː u/ | Kashmiri                                                                   |
| 13 | /iː i eː e æː æ aː a ə oː o uː u/         | Sinhala                                                                    |
| 10 | /i ɪ e ɛ · a ə · ɔ o ʊ u/                 | Hindustani, Punjabi, Sindhi, Kacchi, Hindko, Rajasthani (most varieties)   |
| 9  | /i ɪ e æ~ɛ · a ə · o ʊ u/                 | W. Pahari (Dogri, Rudhari, Mandeali, Pangwali, Khashali, Churahi), Saraiki |
| 9  | /i ɪ e · a ə · ɔ o ʊ u/                   | W. Pahari (Shodochi, Surkhuli)                                             |
| 9  | /i ɪ e ɛ · a · ɔ o ʊ u/                   | W. Pahari (Jaunsari, Shoracholi, Kullui)                                   |
| 8  | /i e ɛ · a ə · ɔ o u/                     | Gujarati                                                                   |
| 8  | /i e ɛ a · ɒ ɔ o u/                       | Assamese                                                                   |
| 8  | /i ɪ e · a ə · o ʊ u/                     | Halbi, Bhatri, W. Pahari (Garhwali, Chameali, Gaddi)                       |
| 7  | /i e æ · a · ɔ o u/                       | Bengali                                                                    |
| 6  | /i e a · ɔ o u/                           | Odia, Bishnupriya Manipuri                                                 |
| 6  | /i e · a ə · o u/                         | Marathi, Nepali, Lambadi, Sadri/Sadani                                     |
| 5  | /i e · a · o u/                           | Romani (European dialects)                                                 |
| 5  | /i e · a · ɔ u/                           | Syloti                                                                     |

#### Consonnes indo-aryennes
| Consonnes occlusives | Consonnes occlusives | Consonnes occlusives | Consonnes occlusives | Consonnes occlusives | Consonnes occlusives | Consonnes occlusives | Consonnes occlusives | Langues |
| p                    | t̪                    | ʈ ~ t                | ʈ͡ʂ                   | t͡ʃ ~ t͡ɕ              | t͡s                   | k                    | q                    | Langues |
| -------------------- | -------------------- | -------------------- | -------------------- | -------------------- | -------------------- | -------------------- | -------------------- | --- |
| Oui                  | Oui                  | Oui                  | Oui                  | Oui                  | Oui                  | Oui                  | Oui                  | Khowar, Shina, Bashkarik, Kalasha |
| Oui                  | Oui                  | Oui                  | Oui                  | Oui                  | Oui                  | Oui                  | (na)                 | Gawarbati, Phalura, Shumashti, Kanyawali, Pashai |
| Oui                  | Oui                  | Oui                  | (na)                 | Oui                  | Oui                  | Oui                  | (na)                 | Marathi, Konkani, certain W. Pahari dialects (Bhadrawahi, Bhalesi, Padari, Simla, Satlej, maybe Kulu), Kashmiri, E. and N. dialects of Bengali (parts of Dhaka, Mymensingh, Rajshahi)              |
| Oui                  | Oui                  | Oui                  | (na)                 | Oui                  | (na)                 | Oui                  | (na)                 | Hindustani, Punjabi, Dogri, Sindhi, Gujarati, Sinhala, Odia, Standard Bengali, dialects of Rajasthani (except Lamani, NW. Marwari, S. Mewari), Sanskrit, Prakrit, Pali, Maithili, Magahi, Bhojpuri |
| Oui                  | (na)                 | Oui                  | (na)                 | Oui                  | (na)                 | Oui                  | (na)                 | Romani, Domari, Kholosi |
| Oui                  | Oui                  | Oui                  | (na)                 | (na)                 | Oui                  | Oui                  | (na)                 | Nepali, dialects of Rajasthani (Lamani and NW. Marwari), Northern Lahnda's Kagani, Kumauni, many West Pahari dialects (not Chamba Mandeali, Jaunsari, or Sirmauri)                                 |
| Oui                  | Oui                  | Oui                  | (na)                 | (na)                 | (na)                 | Oui                  | (na)                 | Rajasthani's S. Mewari |
| Oui                  | (na)                 | Oui                  | (na)                 | (na)                 | (na)                 | Oui                  | (na)                 | Assamese |
| (na)                 | Oui                  | Oui                  | (na)                 | (na)                 | (na)                 | (na)                 | (na)                 | Syloti |

| Consonnes nasales | Consonnes nasales | Consonnes nasales | Consonnes nasales | Consonnes nasales | Langues                                                             |
| m                 | n                 | ɳ                 | ɲ                 | ŋ                 | Langues                                                             |
| ----------------- | ----------------- | ----------------- | ----------------- | ----------------- | ------------------------------------------------------------------- |
| Oui               | Oui               | Oui               | Oui               | Oui               | Dogri, Kacchi, Kalasha, Rudhari, Shina, Saurashtri, Sindhi, Saraiki |
| Oui               | Oui               | (na)              | Oui               | Oui               | Sinhala                                                             |
| Oui               | Oui               | Oui               | (na)              | Oui               | Nepali, Kalami, Odia, Dhundhari, Pashayi, Marwari                   |
| Oui               | Oui               | Oui               | Oui               | (na)              | Dhivehi                                                             |
| Oui               | Oui               | Oui               | (na)              | (na)              | Gujarati, Hindi, Kashmiri, Marathi, Punjabi, Rajasthani (Marwari)   |
| Oui               | Oui               | (na)              | (na)              | (na)              | Urdu, Romani, Domari                                                |
| Oui               | Oui               | (na)              | (na)              | Oui               | Nepali, Assamese, Syloti                                            |